# Матрица смежности
Матрица смежности — один из способов представления графа в виде матрицы.

## Определение
Матрица смежности графа {\displaystyle G} с конечным числом вершин {\displaystyle n} (пронумерованных числами от 1 до {\displaystyle n}) — это квадратная целочисленная матрица {\displaystyle \mathbf {A} } размера {\displaystyle n\times n}, в которой значение элемента {\displaystyle a_{i,j}} равно числу рёбер из {\displaystyle i}-й вершины графа в {\displaystyle j}-ю вершину.
Иногда, особенно в случае неориентированного графа, петля (ребро из {\displaystyle i}-й вершины в саму себя) считается за два ребра, то есть значение диагонального элемента {\displaystyle a_{i,i}} в этом случае равно удвоенному числу петель вокруг {\displaystyle i}-й вершины.
Матрица смежности простого графа (не содержащего петель и кратных рёбер) является бинарной матрицей и содержит нули на главной диагонали.

### Матрица смежности двудольного графа
Матрица смежности {\displaystyle \mathbf {A} } двудольного графа, доли которого имеют  {\displaystyle r} и {\displaystyle s} вершин, может быть записана в следующем виде 
{\displaystyle \mathbf {A} ={\begin{pmatrix}\mathbf {0} _{r,r}&\mathbf {B} \\\mathbf {B} ^{T}&\mathbf {0} _{s,s}\end{pmatrix}},}
где {\displaystyle \mathbf {B} } является {\displaystyle r\times s} матрицей, а {\displaystyle \mathbf {0} _{r,r}} и {\displaystyle \mathbf {0} _{s,s}} представляют {\displaystyle r\times r} и {\displaystyle s\times s} нулевые матрицы. В этом случае меньшая матрица {\displaystyle \mathbf {B} } единственным образом представляет граф, а оставшиеся части матрицы {\displaystyle \mathbf {A} } можно отбросить. {\displaystyle \mathbf {B} } иногда называется матрицей бисмежности.
Формально, пусть {\displaystyle G=(U,V,E)} будет двудольным графом с долями {\displaystyle U=\{u_{1},\dots ,u_{r}\}} и {\displaystyle V=\{v_{1},\dots ,v_{s}\}}. Бисопряжённая матрица является {\displaystyle r\times s} 0–1 матрицей {\displaystyle \mathbf {B} }, в которой {\displaystyle b_{i,j}=1} тогда и только тогда, когда {\displaystyle (u_{i},v_{j})\in E}. 
Если {\displaystyle G} является двудольным мультиграфом или взвешенным графом, то элементами {\displaystyle b_{i,j}} будет число рёбер между вершинами или веса рёбер {\displaystyle (u_{i},v_{j})} соответственно.

## Примеры
- Ниже приведён пример неориентированного графа и соответствующей ему матрицы смежности {\displaystyle \mathbf {A} }. Этот граф содержит петлю вокруг вершины 1, при этом в зависимости от конкретных приложений элемент {\displaystyle a_{1,1}} может считаться равным либо одному (как показано ниже), либо двум.

| Граф | Матрица смежности |
| ---- | --- |
|      | {\displaystyle {\begin{pmatrix}1&1&0&0&1&0\\1&0&1&0&1&0\\0&1&0&1&0&0\\0&0&1&0&1&1\\1&1&0&1&0&0\\0&0&0&1&0&0\end{pmatrix}}} |
- {\displaystyle a_{i,j}}— число рёбер, связывающих вершины {\displaystyle v_{i}} и {\displaystyle v_{j}}, причём в некоторых приложениях каждая петля (ребро {\displaystyle \{v_{i},v_{i}\}} при некотором {\displaystyle i}) учитывается дважды.

- Матрица смежности пустого графа, не содержащего ни одного ребра, состоит из одних нулей.

## Свойства
Матрица смежности неориентированного графа симметрична, а значит обладает действительными собственными значениями и ортогональным базисом из собственных векторов. Набор её собственных значений называется спектром графа, и является основным предметом изучения спектральной теории графов.
Два графа {\displaystyle G_{1}} и {\displaystyle G_{2}} с матрицами смежности {\displaystyle \mathbf {A} _{1}} и {\displaystyle \mathbf {A} _{2}} являются изоморфными тогда и только тогда, когда существует перестановочная матрица {\displaystyle \mathbf {P} }, такая что
{\displaystyle \mathbf {P} \mathbf {A} _{1}\mathbf {P} ^{-1}=\mathbf {A} _{2}} .
Из этого следует, что матрицы {\displaystyle \mathbf {A} _{1}} и {\displaystyle \mathbf {A} _{2}} подобны, а значит имеют равные наборы собственных значений, определители и характеристические многочлены. Однако обратное утверждение не всегда верно — два графа с подобными матрицами смежности могут быть неизоморфны (это бывает в случае, если матрица {\displaystyle \mathbf {P} } не является перестановочной, например, матрицы {\displaystyle {\begin{pmatrix}0&1\\0&0\end{pmatrix}}} и {\displaystyle {\begin{pmatrix}0&2\\0&0\end{pmatrix}}} являются подобными, но соответствующие им графы не изоморфны).

### Степени матрицы
Если {\displaystyle \mathbf {A} } — матрица смежности графа {\displaystyle G}, то матрица {\displaystyle \mathbf {A} ^{m}} обладает следующим свойством: элемент в {\displaystyle i}-й строке, {\displaystyle j}-м столбце равен числу путей из {\displaystyle i}-й вершины в {\displaystyle j}-ю, состоящих из ровно {\displaystyle m} ребер.

## Структура данных
Матрица смежности и списки смежности являются основными структурами данных, которые используются для представления графов в компьютерных программах.
Использование матрицы смежности предпочтительно только в случае неразреженных графов, с большим числом рёбер, так как она требует хранения по одному биту данных для каждого элемента. Если граф разрежён, то большая часть памяти напрасно будет тратиться на хранение нулей, зато в случае неразреженных графов матрица смежности достаточно компактно представляет граф в памяти, используя примерно {\displaystyle n^{2}} бит памяти, что может быть на порядок лучше списков смежности.
В алгоритмах, работающих со взвешенными графами (например, в алгоритме Флойда-Уоршелла), элементы матрицы смежности вместо чисел 0 и 1, указывающих на присутствие или отсутствие ребра, часто содержат веса самих рёбер. При этом на место отсутствующих рёбер ставят некоторое специальное граничное значение (англ. sentinel), зависящее от решаемой задачи, обычно 0 или {\displaystyle \infty }.